# Oblężenie Tyrnowa
Oblężenie Tyrnowa – oblężenie, które miało miejsce w roku 1393.
W roku 1389 Turcy pokonali Serbów na Kosowym Polu i zajęli Serbię. Następnym ich celem stała się Bułgaria. Wiosną 1393 r. armia turecka dowodzona przez Sulejmana Czelebiego przekroczyła Starą Płaninę i podeszła pod stolicę Tyrnowo. Obroną miasta dowodził patriarcha Eutymiusz. Oblężenie rozpoczęło się w kwietniu 1393 r. i trwało trzy miesiące, podczas których obrońcy miasta odpierali ataki Turków. Dopiero 17 lipca na skutek zdrady, otworzono jedną z bram miejskich, przez którą Turcy wdarli się do Tyrnowa, mordując część mieszkańców, głównie bojarów. Resztę ludności przesiedlono do Anatolii. Patriarcha otrzymał pozwolenie na opuszczenie miasta, schronił się najprawdopodobniej w klasztorze baczkowskim, gdzie zmarł w początkach XV w. Bułgaria Tyrnowska dostała się pod panowanie tureckie. 